# Aspalathus galeata
Aspalathus galeata är en ärtväxtart som beskrevs av Ernst Meyer. Aspalathus galeata ingår i släktet Aspalathus och familjen ärtväxter. Inga underarter finns listade i Catalogue of Life.